# ティミショアラ
ティミショアラ（Timișoara ルーマニア語 /timiˈʃo̯ara/、ハンガリー語:Temesvár テメシュヴァール、ドイツ語:Temeswar/Temeschburg テメシュブルク、セルビア語:Темишвар/Temišvar テミシュヴァール、トルコ語:Tamışvar またはTemeşvar タムシュヴァル）は、ルーマニア西部トランシルヴァニア地方の都市。行政的にはバナト地方に属し、ティミシュ県の県都で、ルーマニア第4の人口を誇る。

## 概要
都市の名はティミシュ川に由来する。ティミシュ川は古代ローマではティビシスまたはティビスクス川として知られていた。ティミショアラには多数の少数民族がおり、多文化都市となっている。
ティミショアラの主な少数民族は、マジャル（ハンガリー）人、ドイツ人、セルビア人であるが、イタリア人、パレスチナ人、ギリシャ人も居住する。ティミショアラは工業都市であり、またヨーロッパで最初に電気による街路灯が導入されたことで知られる。

## 歴史

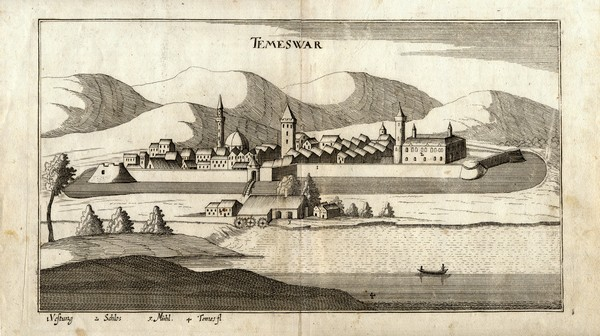
1685年のティミショアラ

1019年、ティミショアラは初めて文献に登場したと考えられている。これは東ローマ帝国皇帝バシレイオス2世によるもので、ディビスコス、ビシスコス、ティビスコス、ティビスコン、ティビスコ等々の名称が使われていた。しかし歴史家のなかにはこれらの名称を現在のティミショアラと結び付けないものもいる。
市の名前の最初の表示は1177年の記録に記述されているCastrensis de thymesで、これはこの地域を流れているティミシュ川の名前に基づいている。「ティミショアラの砦」（Castrum Temesiensis）の最初の記載は、1212年の日付のハンガリー国王アンドラーシュ2世の布告に見られる。
1307年、ハンガリーの王カーロイ1世がティミショアラを訪れ、石の要塞を建設した。1315年から1323年の間、カーロイ1世の宮廷は、ハンガリー王国の首都になったティミショアラへ強制的に移動させられていた。この短い期間は、市に発展をもたらした。
14世紀の中頃からは、ティミショアラはオスマン帝国軍と西側のキリスト教国の戦いの最前線になった。1443年から、フニャディ・ヤーノシュはティミショアラに強力な要塞を建設し、トルコ人に対する軍の拠点として使用した。
都市は、1462年、1476年、1491年そして1522年に、オスマン軍によって繰り返し包囲された。ハンガリーは1526年にモハーチの戦いで壊滅的な損害を被ったが、ティミショアラは1551年10月までオスマン帝国に征服されることはなかった。
オスマン帝国に侵略された後、市は、オスマン行政区・テメシュヴァル州（Temeşvar）の中心地になった。要塞は再建され、ベオグラードと共にオスマン軍の重要な軍事基地として使われた。軍の方針により、都市自体はオスマンが管理していた間、ゆっくり発展していった。
ティミショアラには、木と石の城壁に囲まれた、城と都市の2つの要塞化された場所があった。城壁の周囲の堀と、200丁の銃が都市を守るために用いられた。城壁の中にはおよそ1,200の家、学校、ホテルと公衆浴場が建てられており、一方城壁の外には、他におよそ1,500の家が存在していた。
1716年10月12日、墺土戦争でオスマン軍はプリンツ・オイゲンに率いられたオーストリア軍によって市から追い払われた。ティミショアラは1718年のパッサロヴィッツ条約により、オスマン帝国からハプスブルク帝国（オーストリア大公国）に公式に譲渡された。
1720年のデータによれば、町の大部分の住民はセルビア人で、そして少しのルーマニア人がいたが、後にドイツ人、イタリア人、スペイン人の移民が、この地域に定住するために連れて来られた。
ハプスブルクの支配下で、1723年に、新しい石の要塞が都市の周囲に建設された。城壁の中に家、病院、学校と教会が建てられる一方、市の外には工場が作られた。また、ベガ川とティミシュ川が管理され、都市の周りの湿地帯が埋め立てられ、ベガ運河が作られた。
この期間には、強力な経済発展と人口増加があった。ティミショアラはオーストリアでも重要な都市のうちの1つであり、1781年、王立自由都市となった。
この時期、しばしばティミショアラは「ティミシュの上の城（Burg）」を意味するドイツ語の名前Temeschburg（テメシュブルク）またはハンガリー語のTemesvárに基づいたTemeschwar（テメシュヴァール）と呼ばれた。
1848年革命により、市はセルビア軍によって占領され、1849年に、ティミショアラは「セルビアのヴォイヴォディナとタミシュ・バナト」（en:Serbian Voivodship and Tamiš Banat）と呼ばれる新しいハプスブルク行政区の中心地になった。
第一次世界大戦の後、1918年に一時的にバナト共和国となり、その後、市内へセルビア軍が侵入してきたが、1919年、ティミショアラは大部分のバナト地域と共にルーマニア王国の一部となった。
1989年12月16日、ニコラエ・チャウシェスクの指導する共産党政権に対する蜂起がティミショアラで起こった。ハンガリー改革派教会の牧師ラースロー・テーケーシュを解任しようとした秘密警察に対して、市民がテーケーシュを支援したのである。
このティミショアラの蜂起はルーマニア革命の始まりとなり、1週間後のチャウシェスク政権の崩壊とルーマニアの自由化へと繋がるターニングポイントとなった。
同年12月20日、ティミショアラはルーマニア最初の自由都市と宣言された。報告された革命の間の死者は1,104人、負傷者は3,352人であった。
2021年欧州文化首都に選定されたが、新型コロナウイルス感染症の世界的流行により延期され、2023年の欧州文化首都のひとつとして再登録された。

## 経済
ティミショアラは、ハプスブルク帝国が統治を始めた18世紀から、強力な経済の中心地であった。オーストリアの領土となることにより、民族的・宗教的な多様性と法律の革新が起こり、経済が発展し始めた。市に定住した技術者と職人はギルドを設立し、市の経済の発展を助けた。この時代に開かれたベガ運河は、近代ルーマニアの領土の中で、最初の航行可能な運河であった。これにより、市はヨーロッパ各国と、そして黒海を通じて世界と接触することになり、商業主義の発達に至った。
また、ティミショアラはトランシルヴァニアの工業と文化の中心でありつづけた。
1718年、バナトとトランシルヴァニアでは最初となるビール工場がティミショアラに建設された。ルーマニアで最初のタバコ工場も1728年に建設された。
また1760年、オーストリア＝ハンガリー帝国で最初の街灯が導入されたのもティミショアラである。これは蝋燭と油脂によるランプを用いたものであった。その後1884年には、道路に電気照明が設置されたヨーロッパの最初の都市になった。
1857年には、ティミショアラとセゲドを結ぶバナト地方最初の鉄道が引かれた。今日のルーマニアで国際的な路線を持った最初の都市である。また、ティミショアラはハンガリー王国内で、後にはルーマニア王国で、最初に救急車が導入された（1886年）街でもある。
近年、特にハイテク分野において外国からの投資の数がコンスタントに増加し、ティミショアラは著しい好況を享受した。それはルーマニアでブカレストに続き2番目に繁栄している都市としばしば考えられる。そして、いわゆる「ティミショアラ・モデル」が他の都市に適用できたかどうかについての活発な議論があった。
2005年後半、フランスの雑誌L'Expansionの記事は、ティミショアラを「 ルーマニアの経済のショーケース（Timișoara Romania's economic showcase）,」と呼び、「第2の革命」として、対外投資の増加数に言及した。
いくつかの局地的な投資は別として、アメリカ合衆国からと欧州連合、特にドイツとイタリアからの相当に多くの投資がティミショアラに対して行われている。大企業のうちティミショアラに定着したものには、数年の間ここで操業したコンチネンタルAG（タイヤ製造）、リンデ en:Linde（工業用ガス生産）、en:Dräxlmaierグループ（BMWとアウディの車両のための配線の鋳型の部品製造）、フレクストロニクス（モバイル通信と電子機器製造）、プロクター・アンド・ギャンブル、ネスレといった企業などがある。

## 交通
ティミショアラは、ルーマニア国内のブカレストや他の主要都市、さらにハンガリーやセルビア、そして西ヨーロッパへと繋がる重要な地域の道路および鉄道のハブとなっている。ドイツからトルコに繋がる汎ヨーロッパ回廊IV（Pan-European Corridor IV）上に位置しており、さらにベガ運河を介して汎ヨーロッパ回廊VII（Pan-European Corridor VII）へのアクセスも可能である 。
加えて、ティミショアラは2つのTEN-T（欧州横断輸送ネットワーク）の主要ネットワーク回廊、すなわち東ヨーロッパと地中海を結ぶ「東部＝東地中海回廊」（Orient/East–Med）と、水路輸送を重視した「ライン＝ドナウ回廊」（Rhine–Danube）に交差している地点にある。

### 航空

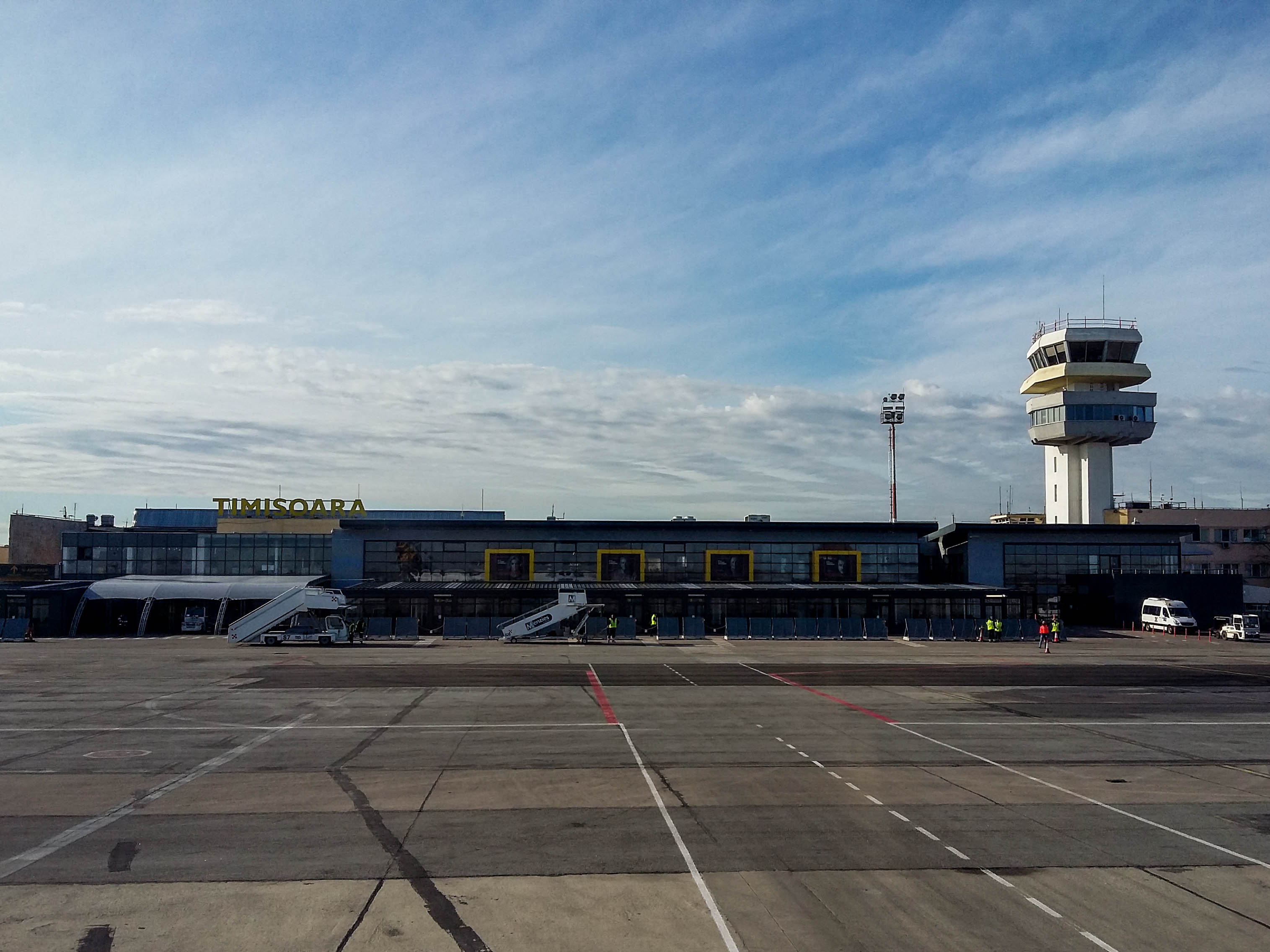
トライアン・ヴイア国際空港

- トライアン・ヴイア国際空港（Aeroportul Internațional „Traian Vuia” Timișoara）：ルーマニア第2の航空会社カルパトエアのハブ空港で、市街から約12キロメートルの北東部に位置する。旅客数においてルーマニアで4番目に利用者が多い空港[3]であり、2022年には約120万人の乗客を記録した。また、ドナウ＝クリス＝ムレシュ＝ティサユーロリージョンの中で最も重要な航空ハブでもある。2017年には、ルーマニアで初めて欧州航空安全庁（EASA）により認証された空港となった[4]。2018年には、ルーマニアの空港全体で15.1%の旅客、32.8%の貨物量、13.2%のフライト数を占めている[5]。さらに、ウィズエアーの運航拠点となっており、2021年からは新ターミナルの建設や貨物輸送のためのインターモーダルセンターの整備などの拡張工事が進められている[6]。2024年3月に新築の出発ターミナルビルも供用開始した[7]。

### 鉄道
ティミショアラはルーマニアでも最も古く、最も密度の高い鉄道網を持つ都市であり、1,000平方キロメートルあたり91.9キロメートル以上の路線が存在することになっている。但し需要の減少や整備不足のため、現在一部の路線は利用出来ない状況になっている。それでもルーマニアとしては、ティミショアラはティミシュ県およびルーマニア西部で最も重要な鉄道の中心地とされている。
ティミショアラに接続している路線のほとんどは支線だが、最も重要なものとしてブカレストからの900番線（Line 900）があり、セルビアへの国際接続をしている。また、ティミショアラ – アラド – オラデアの主要路線は、200番線（Line 200、ブラショフ – シビウ – アラド – クルティチ）と接続し、それによりハンガリーへ国際接続されている。
ティミショアラには、5つの駅（ティミショアラ北駅、ティミショアラ東駅、ティミショアラ西駅、ティミショアラ南駅、ティミショアラCET駅）があるが、旅客が利用する主要駅はティミショアラ北駅（Gara Timișoara Nord）で、ブカレストやオラデアに向かう国内路線の他、ベオグラード、ブダペスト、ウィーン、ミュンヘンなどと結ばれる国際列車も発着している。
- ティミショアラ北駅：1897年に荘厳な新古典主義建築で建設された旅客駅だったが、1944年の連合国軍による爆撃で大きく破壊され、その後社会主義古典様式で再建された[9] 。現在は2021年から大規模な改修工事が進行中だが、老朽化した施設を使用し続けている[10]。ルーマニアで最も利用度の高い駅の一つであり、1日に平均174本の旅客列車が運行され、1日あたり約5,530人の乗客が利用している[11]。時代の流れとともに貨物輸送の需要は変化しており、列車編成や入換作業などのニーズは大きく減少しているが、ティミショアラはいまだルーマニアでは鉄道貨物輸送の重要な拠点であり、鉄道での貨物輸送を利用している多くの製造業の企業が存在している[12]。

### 自動車道路など
ティミショアラの北側にはバイパスがあり、南側のバイパスは建設中である。北東部ではハンガリーのM43高速道路につながるA1高速道路の区間が通っている。A1高速道路はルゴジ付近でA6高速道路に接続しているが現在はまだ建設中である。
ティミショアラは下記の道路でヨーロッパ及びルーマニア国内高速道路網と接続している。
- E70号線：モラヴィツァの国境を経てセルビアに接続
- E671号線：ティミショアラ - サトゥ・マーレ
- 国道6号線：チェナドの国境を経てセルビアに接続
- 国道59号線：ジンボリアの国境を経てセルビアに接続
- 国道69号線：ティミショアラ - アラド

### 市内交通
ティミショアラの公共交通機関網は、11の路面電車線、9つのトロリーバス線と15のバス路線から成り、ティミショアラ地域交通局（Regia Autonomă de Transport Timișoara、略称：RATT）によって運営されている。

## 観光

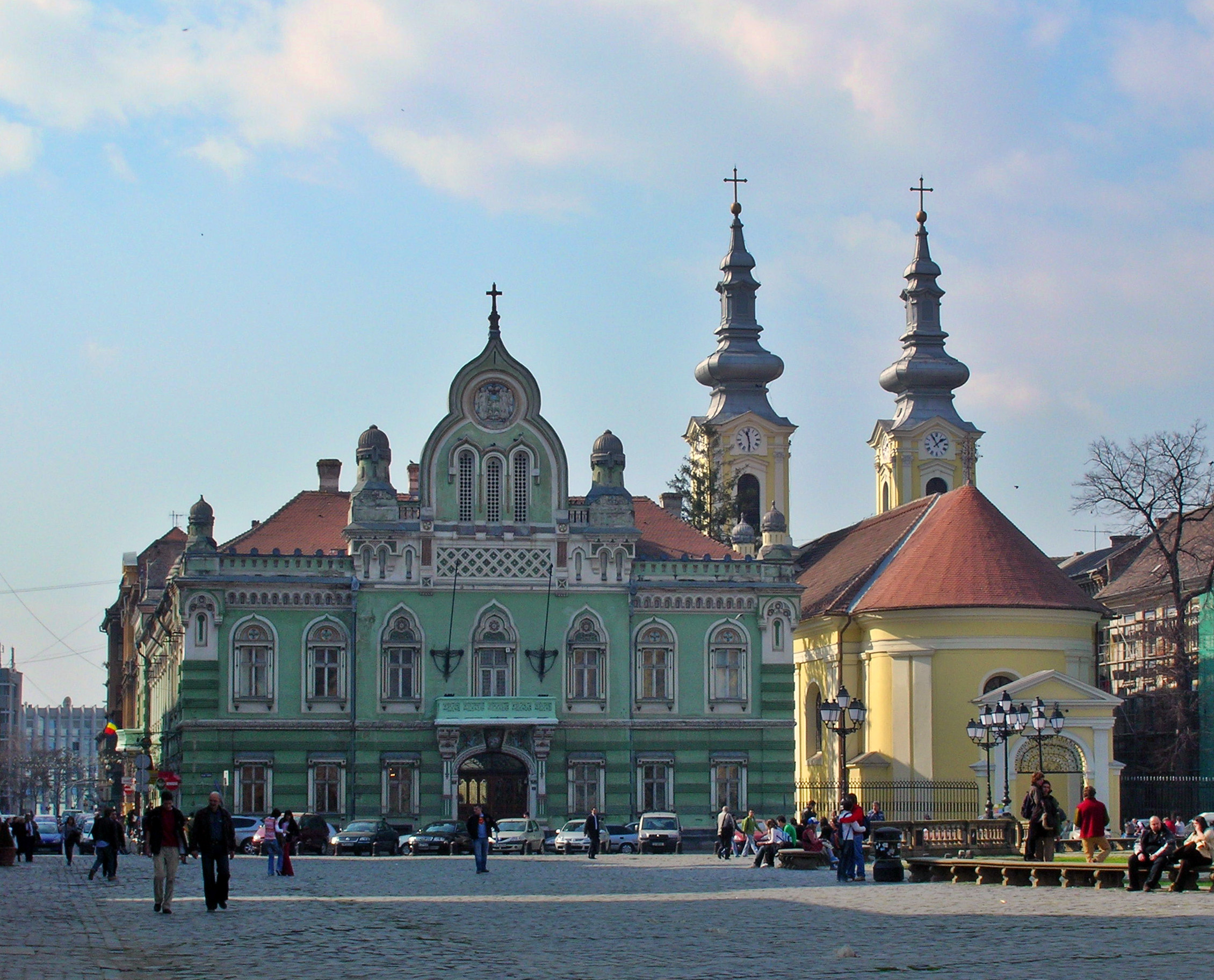
統一広場

- 勝利広場（Piața Victoriei） - 1989年12月20日に市民が集まり、自由都市の宣言を行った場所。周囲には三成聖者大聖堂、フニャド城（国立バナト博物館）、国立歌劇場、ミハイ・エミネスク国立劇場などがある。
- 統一広場（Piața Unirii）
- 三成聖者大聖堂 （Catedrala Ortodoxă "Sf. Trei Ierarhi"）- 「ティミショアラ正教大聖堂」（Catedrala Ortodoxă din Timișoara）、「府主教座大聖堂」（Catedrala Mitropolitană）とも呼ばれる。町のシンボルである。
- フニャド城（Castelul Huniade） - 14世紀に建てられたカーロイ1世の宮廷の跡に、フニャディ・ヤーノシュによって1443年から1447年にかけて建てられた邸宅。現在はバナト地方の歴史と自然史に関する展示を行うバナト博物館として利用されている[15]。

## スポーツ
- サッカー
  - FCティミショアラ
  - FCポリテフニカ・ティミショアラ（en:FC Politehnica Timișoara ）
  - CFRティミショアラ（en:CFR Timișoara　2009年ヴァンフォーレ甲府の山本僚が在籍）
  - UMティミショアラ（2008年解散）
  - リペンシア・ティミショアラ (過去のチーム、1928年から1948年)
  - キネズル・ティミショアラ (過去のチーム、1910年から1946年)
- ラグビー
  - SCMラグビー・ティミショアラ
- バスケットボール
  - BCM Elbaティミショアラ （en:BCM Elba Timișoara）
- その他
  - ティミショアラ空手協会 （Uniunea Timișoreană de Karate, U.T.K.）

## ティミショアラ出身の人物
- イオン・イヴァノヴィチ： 作曲家・指揮者
- ジョニー・ワイズミュラー：水泳選手・俳優
- ヨランダ・バラシュ：陸上競技選手
- コスミン・コントラ：サッカー選手
- ニク・コヴァチ：画家・ルーマニアのロックバンドフェニックスのリーダー。Timișoaraという曲を作っている。
- カール（カーロイ）・ケレーニイ：宗教学者・神話学者
- アナ・ブランディアナ：詩人、エッセイスト、政治家
- クリスティアン・マチェラル：指揮者

## 姉妹都市
| - ファエンツァ、イタリア - ゲーラ、ドイツ - カールスルーエ、ドイツ - ミュルーズ、フランス - リュエイユ＝マルメゾン、フランス - セゲド、ハンガリー - カンクン、メキシコ | - サッサリ、イタリア - トレヴィーゾ、イタリア - ズレニャニン、セルビア - ノヴィ・サド、セルビア - パレルモ、イタリア - 深圳、中国 |